# Muir Inlet
Das Muir Inlet ist eine Bucht an der Mündung des Muir-Gletschers im Panhandle im Südosten von Alaska. Sie liegt im Glacier-Bay-Nationalpark.
Neben dem Muir münden auch die Gletscher McBride, Riggs, Plateau, Casement und Adams in die Bucht. Im Westen liegt das Wachusett Inlet, im Osten das Adams Inlet.
Benannt wurde die Bucht 1883 vom U.S. Coast and Geodetic Survey nach John Muir (1838–1914), einem schottisch-amerikanischen Universalgelehrten.

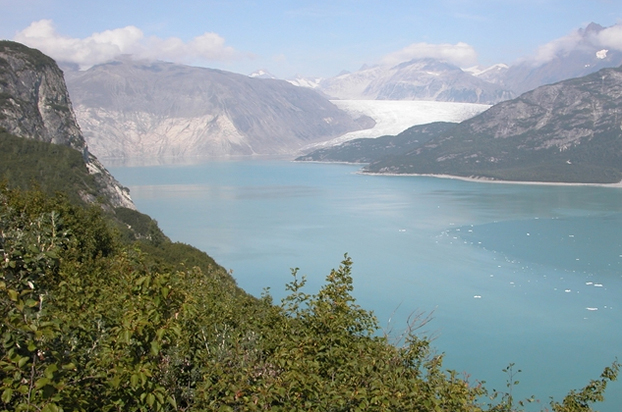
Das Muir Inlet mit dem Muir-Gletscher im Hintergrund